# Bistum Tuxtepec
Das Bistum Tuxtepec (lat.: Dioecesis Tuxtepecensis, span.: Diócesis de Tuxtepec) ist eine in Mexiko gelegene römisch-katholische Diözese mit Sitz in San Juan Bautista Tuxtepec.

## Geschichte
Das Bistum Tuxtepec wurde am 8. Januar 1979 durch Papst Johannes Paul II. mit der Apostolischen Konstitution Nuper sacer aus Gebietsabtretungen der Territorialprälatur Huautla errichtet und dem Erzbistum Antequera als Suffraganbistum unterstellt.

## Bischöfe von Tuxtepec
- José de Jesús Castillo Rentería MNM, 1979–2005
- José Antonio Fernández Hurtado, 2005–2014, dann Erzbischof von Durango
- José Alberto González Juárez, seit 2015

## Einzelnachweise

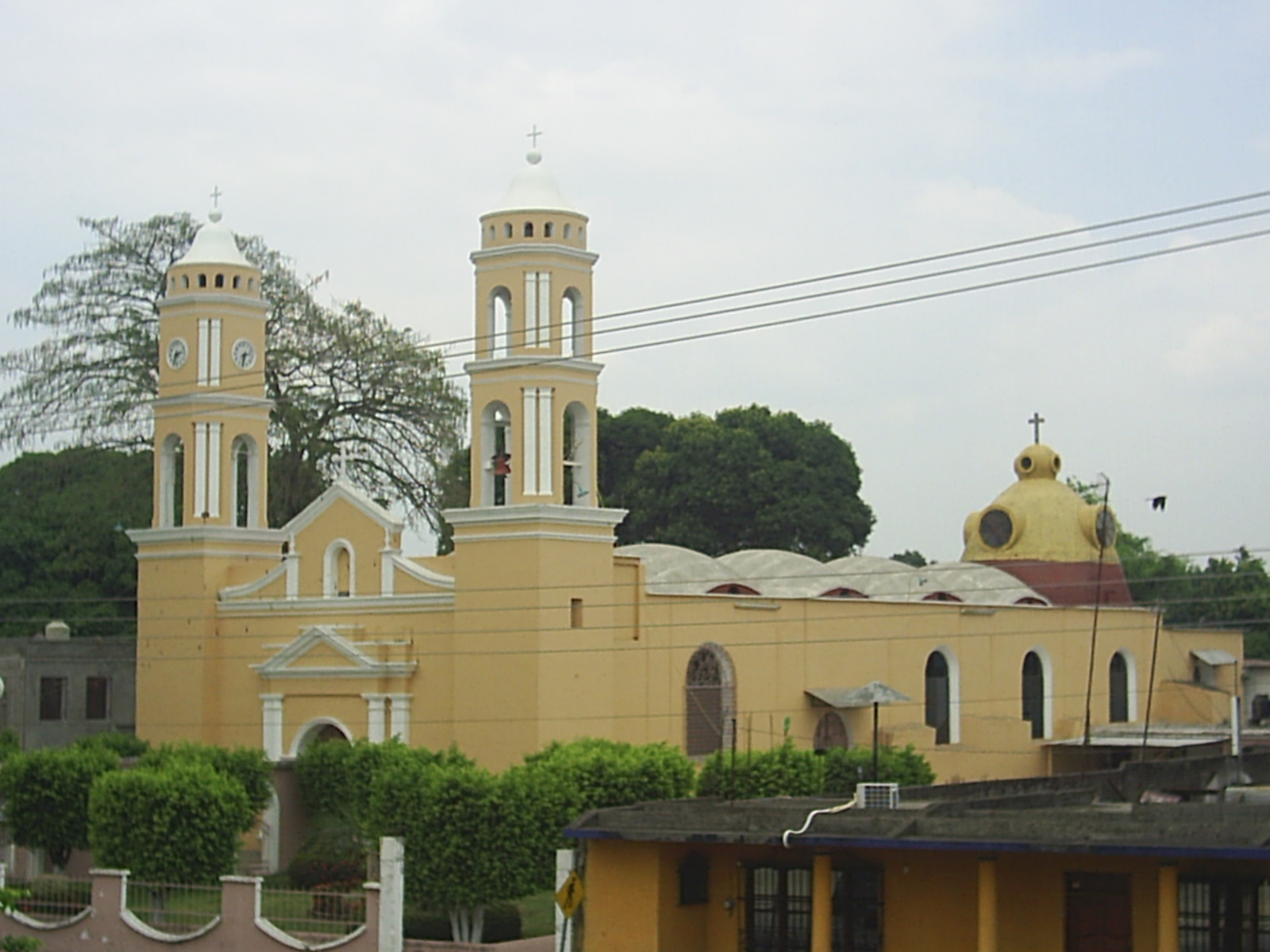
Kathedrale San Juan Bautista in Tuxtepec